# Mletele
Mletele ist ein Verwaltungsbezirk (Ward) des Distrikts Songea (MC) in der tansanischen Region Ruvuma.

## Geografie
Mletele liegt im Südwesten von Tansania. Es ist ein Stadtteil im Nordosten der Regionshauptstadt Songea, der im Norden an Tanga, im Osten an Matimira, im Süden an Matogoro und im Westen an Seedfarm und Mshangano grenzt. Bei der Volkszählung 2022 lebten 6804 Menschen in 1700 Haushalten auf einer Fläche von 54 Quadratkilometern.

## Gliederung
Der Bezirk besteht aus sechs Stadtteilen (Mtaa):
- Mletele
- Mdundiko
- Nonganonga
- Liwumbu
- Mjimwema
- Makemba

## Wirtschaft und Infrastruktur
- Landwirtschaft: Die Landwirtschaft ist der wichtigste Wirtschaftszweig in Mletele. Die bewirtschafteten Flächen haben meist eine Größe zwischen 1,5 und 3 Hektar (4 bis 8 Acre).[8]
- Bildung: Die Mletele Secondary School[9] und die Mdandamo Secondary School[10] sind zwei staatliche weiterführende Schulen, die Mädchen und Burschen bis zur 4. Stufe ausbilden.
- Gesundheit: Im Bezirk gibt es zwei Gesundheitszentren[11][12] und zwei Apotheken.[13][14]
- Straße: Durch den Bezirk verläuft die Nationalstraße T6, die von Songea ostwärts bis zum Indischen Ozean führt.[15]